# N26 (banque)
N26, officiellement N26 Bank AG, est une banque mobile basée à Berlin en Allemagne. Elle propose des comptes courants, des crédits et des livrets d'épargne, et cible à la fois les particuliers et les auto-entrepreneurs.
L'ouverture et la gestion du compte se font depuis l'application mobile ou le site internet de la banque, qui ne dispose d'aucune agence physique.
En 2019, elle opère dans 26 pays.

## Concept
N26 est une banque en ligne qui se veut « 100 % mobile »,. Elle ne dispose ainsi d'aucune agence physique. L'ouverture d'un compte se fait uniquement sur l'application mobile ou le site internet de la banque. La banque affirme se concentrer sur l'ergonomie de son application mobile, citant comme exemples celles de Spotify ou d'Uber.
La banque N26 est gratuite dans une version limitée, mais propose aussi des formules premium ainsi que des comptes pour auto-entrepreneurs.
Les utilisateurs de N26 peuvent recevoir et envoyer des virements SEPA instantanés,. Puisque le siège social de la banque est situé en Allemagne, les comptes bancaires N26 ouverts en France ont un IBAN allemand (commençant par « DE »).
N26 ne propose pas d'émettre ou d'encaisser de chèques bancaires à ses clients français, même auto-entrepreneurs (formule N26 Business). Le dépôt de liquidités n'est également pas disponible.
Il existe également MoneyBeam, service d'envoi d'argent à des amis dit « en un clic » et sans RIB, avec un système de confirmation par SMS ou courriel.
N26 est compatible Apple Pay en France depuis le 24 octobre 2017, et Google Pay en France depuis le 11 décembre 2018, permettant ainsi d'effectuer tous ses paiements via un smartphone.

## Historique
Le nom originel de la banque (Number26) fait référence au nombre de petits cubes composant un Rubik's Cube.
L'idée de N26 est née de la frustration des fondateurs face aux processus bancaires traditionnels complexes et inefficaces. Ils ont décidé de créer une banque entièrement numérique, axée sur la simplicité, l'innovation et l'expérience utilisateur.
Depuis sa création en février 2013 à Berlin en Allemagne, Number26 était partenaire de la banque Wirecard, située à Munich et possédant une licence bancaire. Ce partenariat lui a permis d’émettre des cartes bancaires, jusqu'en 2016, quand elle obtient sa propre licence bancaire européenne. Elle est renommée pour l'occasion N26.
Le 3 décembre 2015, N26 s'ouvre à six nouveaux marchés européens, et notamment la France,,.
En avril 2017, la banque lance N26 Business, une offre réservée aux auto-entrepreneurs et indépendants. Le modèle économique de cette offre évolue ensuite : à l'origine totalement sans frais, elle intègre ensuite des commissions et des frais divers.
Le 25 août 2017, N26 annonce compter 500 000 clients en Europe, dont 100 000 en France,.

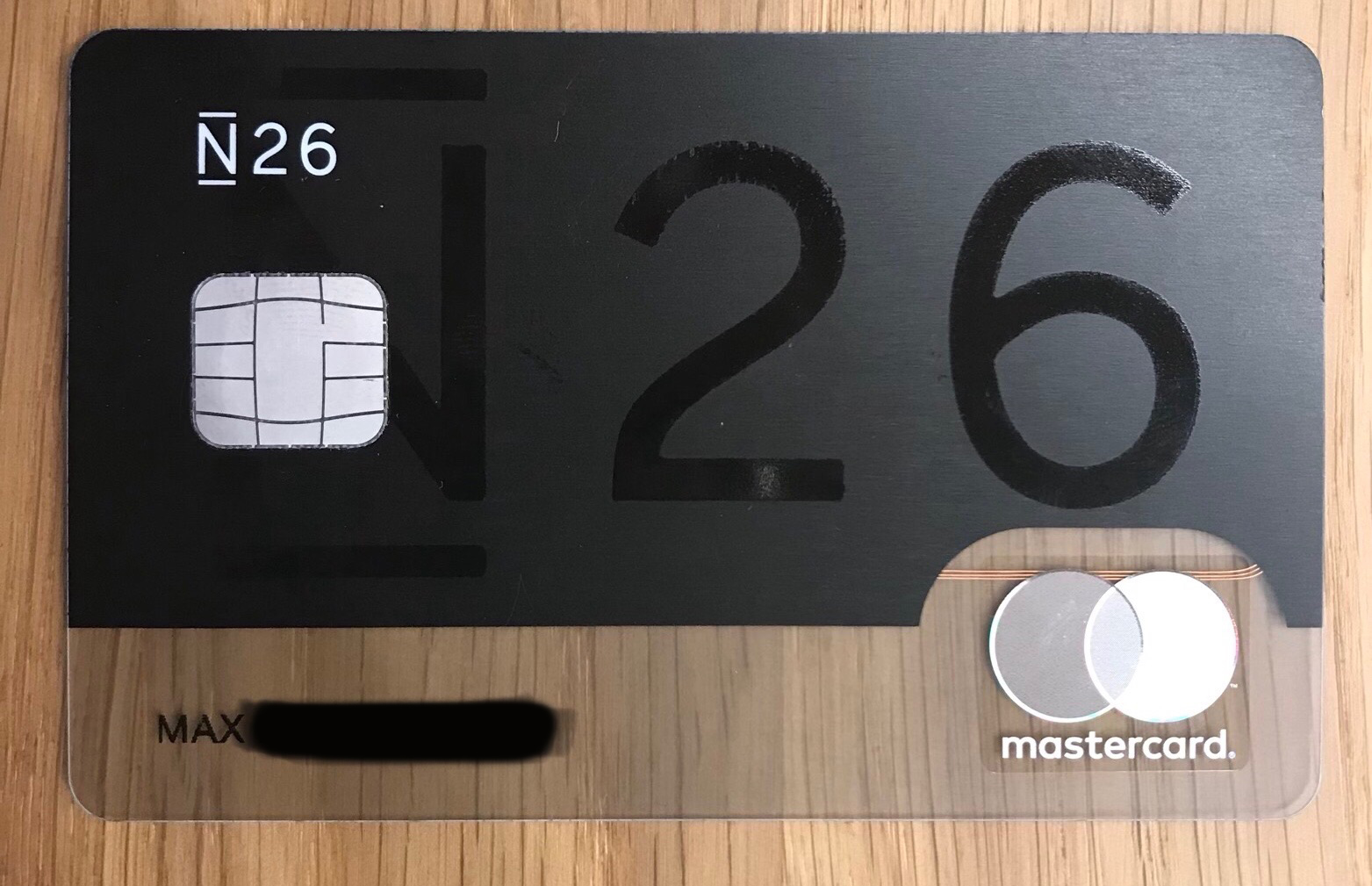
Carte N26 Black

Le 23 octobre 2017, N26 annonce son lancement aux États-Unis en 2018, lors de la conférence Money2020 à Las Vegas. Quelques jours plus tard, le 3 novembre 2017, la banque annonce son arrivée au Royaume-Uni mi-2018.
Le 24 octobre 2017, N26 rend disponible à ses clients français le paiement mobile via Apple Pay. Ce service est disponible également en Espagne, en Italie et en Finlande depuis mi-novembre 2017. Le paiement mobile via Google Pay est disponible aux clients français depuis le 11 décembre 2018.
Le 12 décembre 2017, N26 ouvre un système de crédit à la consommation en partenariat avec Younited Credit.
En 2018, N26 procède à l'enregistrement de ses succursales italiennes et espagnoles. En mars 2018, N26 enregistre sa succursale française auprès de l'Autorité de contrôle prudentiel et de résolution[source insuffisante].
En mars 2018, N26 a annoncé une levée de fonds de 160 millions de dollars américains en Série C, principalement auprès d'Allianz X et Tencent, et annonce avoir passé le cap des 850 000 clients. Le cap du million de clients est atteint le 4 juin 2018[réf. à confirmer].
L'entreprise annonce en 2020 quitter le Royaume-Uni, notamment à la suite du Brexit .
Le 28 janvier 2021, N26 annonce compter sept millions de clients. En juin de la même année, la banque revendique deux millions de clients en France.
Le 18 novembre 2021, N26 a annoncé qu'elle se retirerait des États-Unis le 11 janvier 2022, entraînant la fermeture d'environ 500 000 comptes,.
En novembre 2023, la néobanque annonce fermer les comptes de ses clients et stopper son activité au Brésil.
Le 14 mars 2024, N26 lance un compte épargne rémunéré dans 13 pays : Autriche, Belgique, Estonie, Finlande, Grèce, Irlande, Lettonie, Lituanie, Luxembourg, Pays-Bas, Portugal, Slovénie et Slovaquie.
En mai 2025 N26 se lance en Allemagne sur le marché des télécommunications mobiles grâce à un partenariat avec Vodaphone et offre à ses clients des forfaits mobiles.

### N26 en France
Le 3 décembre 2015, N26 arrive sur le marché français.
Le 25 août 2017, la banque en ligne annonce avoir 100 000 clients en France.
Le 24 octobre 2017, N26 ouvre à ses clients en France le paiement mobile via Apple Pay, puis via Google Pay à partir du 11 décembre 2018.
En mai 2021, N26 lance en France, un mois après l'Allemagne, la commercialisation d'assurance notamment des assurances pour les appareils électroniques.
En juin 2021, N26 compte deux millions de clients en France.
Le 5 juillet 2023, N26 annonce qu'elle dispose désormais d'un IBAN français que ses 2,5 millions de clients en France vont pouvoir utiliser.

## Résultats comptables
| chiffres en millions            | 2020 | 2021 | 2022   |
| ------------------------------- | ---- | ---- | ------ |
| Résultat net (M€)               | -151 | -172 | -170,4 |
| Nombre de clients (en millions) | 7    | 8    | 8      |

## Problèmes judiciaires
Accusée de laxisme dans ses processus de lutte contre le blanchiment d'argent, N26 se voit sanctionnée en octobre 2021 d'une obligation de limiter les ouvertures de compte à 50 000 nouveaux utilisateurs par mois. Cette sanction a été prononcée par la BaFin, le régulateur financier allemand.
Depuis fin 2021, N26 est également accusé par des milliers de clients de clore les comptes de leurs clients sans restituer les fonds,,,.
Le 4 février 2022, quatre directeurs généraux de la banque sont mis en examen,.
Elle a l'interdiction d'ouvrir de nouveaux comptes en Allemagne et en Belgique ; la commercialisation en France est soumise à une décision judiciaire attendue le 2 mai 2022.

## Sécurité
En décembre 2016, un chercheur a démontré que l'application mobile de la banque était vulnérable, entraînant une réaction rapide de la part de N26 qui a alors renforcé sa sécurité informatique.